# Малютино (Калужская область)
Малю́тино — деревня в Перемышльском районе Калужской области. Входит в сельское поселение деревня Григоровское.

## География
Расположена примерно в 24 километрах на северо-восток от районного центра — села Перемышль. Рядом деревни Кириловское и Чесноки.

## Население
| 2002 | 2010 |
| ---- | ---- |
| 11   | ↘6   |

## История
В атласе Калужского наместничества, изданного в 1782 году, — Салтановское, обозначено на карте и упоминается как сельцо Лихвинского уезда

Сельцо Малютино с пустошами Анны Алексеевны Хитровой Александры Егоровны Свистуновой… По обе стороны речки Малютинки, дом господский деревянный…— Описания и алфавиты к Калужскому атласу Ч.2.
В 1858 году сельцо (вл.) Малютино 2-го стана Лихвинского уезда, при колодце, 35 дворов — 336 жителей, по левую сторону от транспортного тракта из Калуги в Одоев.
К 1914 году Малютино — сельцо Нелюбовской волости Лихвинского уезда Калужской губернии с собственной церковно-приходской школой. В 1913 году население — 356 человек.
В годы Великой Отечественной войны деревня находилась на территориях, оккупированных войсками Нацистской Германии с начала октября по конец декабря 1941 года. Освобождена в ходе Калужской наступательной операции частями 50-й армии генерал-лейтенанта И. В. Болдина.